# Nasentropfen
Nasentropfen sind eine Darreichungsform für flüssige Zubereitungen zur Anwendung in der Nase. Die Flüssigkeit wird mittels einer Saugpipette, Einzeldosispipette oder einer Dosierpumpe in die Nase eingebracht.
Nasentropfen kommen in der lokalen Therapie des Erkältungsschnupfens sowie in der Regenerationsbehandlung und Pflege der Nasenschleimhaut zur Anwendung. Manche Präparate sind speziell für Babys und Kleinkinder vorgesehen, da Nasensprays für diese Altersgruppe nicht geeignet sind.

## Abschwellende Nasentropfen
Zur Abschwellung der Nasenschleimhaut werden Sympathomimetika angewendet, welche eine vasokonstriktorische Wirkung haben. Sie sind für die kurzfristige Therapie (nicht länger als sieben Tage, nicht häufiger als dreimal am Tag) geeignet. Wenn dieser Zeitraum überschritten wird, kann es zu einem Rebound-Effekt kommen. Dieser Effekt kann zum chronischen Gebrauch von Nasentropfen führen; Unterversorgung der Nasenschleimhaut sowie ihre Schädigung sind die Folge (Arzneimittel-Rhinitis). Nasentropfen sind dem Patientenalter entsprechend jeweils in verschiedenen Dosierungen erhältlich. Die in Deutschland gängigsten Wirkstoffe sind Xylometazolin und Oxymetazolin. Manche Präparate enthalten Konservierungsstoffe.

## Regenerierende und pflegende Nasentropfen
Verschiedene Stoffe und Zubereitungen kommen für die Regeneration und Pflege der Nasenschleimhaut zur Anwendung.
- Hyaluronsäure ist eine körpereigene Substanz, die Wasser stark zu binden vermag. Hyaluronsäurehaltige Nasentropfen dienen der Feuchthaltung der Nasenschleimhaut.[3]
- Lösungen mit Kochsalz in physiologischer (isotonischer) Konzentration dienen ebenfalls der Befeuchtung der Nasenschleimhaut. Auch unterstützen sie eine „verstopfte Nase“ in der Befreiung von Nasenschleim, wodurch die Nasenatmung wieder frei wird. Statt Kochsalz kommen auch Meer- oder Mineralsalz zur Anwendung. Als Nebenwirkung können in seltenen Fällen leichte Reizerscheinungen wie Brennen und Kribbeln in der Nase und Kopfschmerzen auftreten, eine Gewöhnung wie beim übermäßigen Gebrauch der Sympathomimetika entsteht nicht. Die Tropfen können auch bei Säuglingen angewandt werden.[4]
- Nasentropfen, die ätherische Öle enthalten, aktivieren die Kälterezeptoren, wodurch ein erfrischendes Gefühl vermittelt wird; zusätzlich sind sie leicht desinfizierend. Sie sind nicht für Säuglinge und Kleinkinder geeignet, sondern meistens erst für Kinder ab 3 Jahren.[1][2]
- Vitamin A und Vitamin E sollen heilend und regenerierend auf die geschädigte Nasenschleimhaut und das Flimmerepithel wirken.